# Mount England
Mount England är ett berg i Antarktis. Det ligger i Östantarktis. Nya Zeeland gör anspråk på området. Toppen på Mount England är 1 432 meter över havet, eller 385 meter över den omgivande terrängen. Bredden vid basen är 1,8 km. Mount England ingår i Gonville and Caius Range.
Terrängen runt Mount England är bergig. En vik av havet är nära England norrut. Trakten är obefolkad. Det finns inga samhällen i närheten. 